# Фашистские мученики

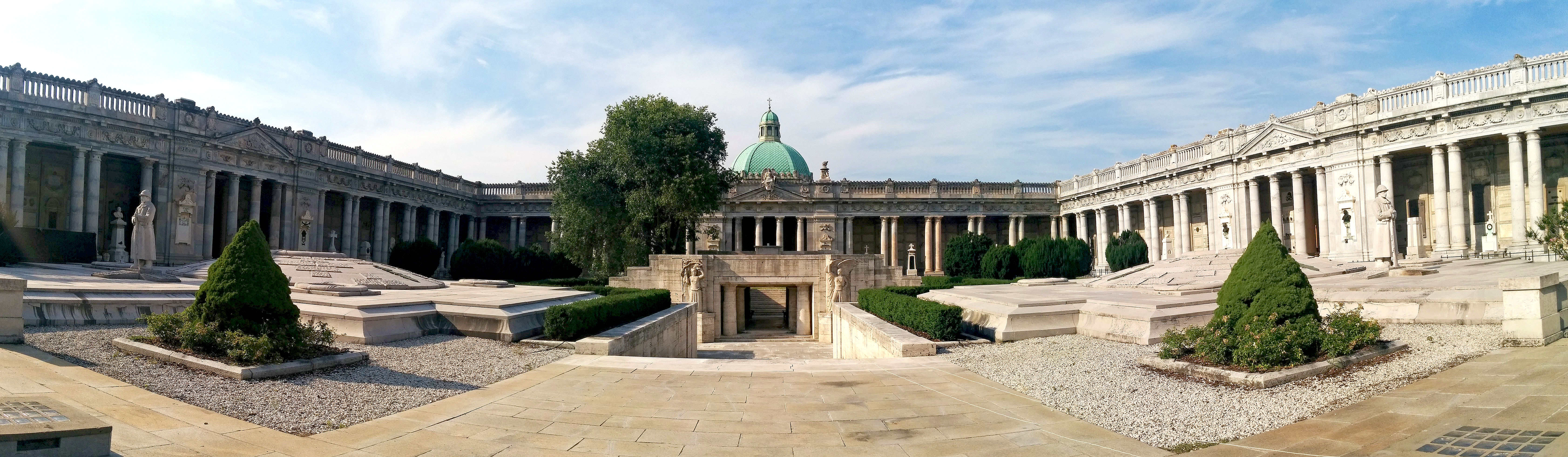
Мемориал фашистским мученикам в Чертоза-ди-Болонья, открытый по случаю десятой годовщины Похода на Рим 28 октября 1932 года

Фашистские мученики (итал. Martiri fascisti) или мученики фашистской революции (итал. Martiri della Rivoluzione Fascista) — термин времён фашизма в Италии для обозначения павших за фашистское дело, начиная с основания Итальянского союза борьбы в 1919 году.

## История
Во время зарождения и распространения фашистского движения в Италии его теоретики утверждали, что в стране идёт гражданская война, ответственность за которую лежит на антинациональном движении пролетариата. Нарушение буржуазной законности в виде успешного Похода на Рим в их дискурсе подтверждало революционный характер прихода фашизма к власти и делало смерть его последователей в предшествующий период «смуты» мученической. Именно поэтому в течение двух лет (1922—1924) относительно правового периода нахождения у власти Бенито Муссолини (бывший Председателем Совета министров Королевства Италии в установленном законом порядке) использовал «мученическую» риторику, дабы подчеркнуть «революционность» своего прихода к власти.
В 1941 году, в годовщину смерти Итало Бальбо, Муссолини заявил:
После войны и разочарования в победе возник фашизм: два-три года тяжёлых боев, кровавых столкновений, во время которых тысячи фашистских мучеников пали на улицах и площадях Италии.
30 ноября 1922 года, всего через месяц после прихода Муссолини к власти, было постановлено, что в каждом городе должен быть создан проспект или парк с новыми деревьями, посаженными в память о каждом павшем жителе во время Великой войны; вскоре это стало распространяться и на всех «фашистских мучеников».

## Количество жертв
В 1925 году в официальных отчётах Добровольного ополчения национальной безопасности числилось 45 убитых и 285 раненых за фашистское дело, к 1933 году число возросло до 400 убитых, а также тысячи раненых за дело фашизма с момента их организации в 1923 году. Родственники павших и раненых имели право вступить в Фашистское объединение семей павших, искалеченных и раненых за революцию.
Тем не менее, осенью 1924 года власть начала распространять миф «о трёх тысячах погибших фашистов» с целью уменьшить травмирующее воздействия на общество убийства Маттеотти. Появился девиз «один Маттеотти не стоит 3000 мертвых». Эта цифра подчеркивалась официальной пропагандой, так, Фашистский союз молодёжи «Баллила» упоминал о трёх тысячах погибших в первой статье своего катехизиса:
Именем Бога и Италии, я клянусь выполнять приказы ДУЧЕ и отдавать все свои силы и, если необходимо, проливать кровь во имя Фашистской революции (...), точно так же, как те три тысячи мучеников, павшие за ДУЧЕ и за революцию!

## Память
Во время речи в Палаццо Венеция по случаю десятой годовщины Похода на Рим 17 октября 1932 года Муссолини помянул фашистских мучеников перед 25-тысячной толпой членов партии такими словами:
Из всех восстаний современности наше было самым кровавым. Штурм Бастилии стоил французам нескольких десятков человек, (...), русским столько же. Наше же, длившееся три года, стоило огромной жертвы молодой крови.
24 мая 1933 года, по случаю юбилея вступления Италии в Первую мировую войну, были торжественно возложены лавровые венки к могиле Неизвестного солдата и на алтарь павших фашистов в Кампидольо.
В 1932 году, по случаю выставки фашистской революции, была открыта усыпальница фашистских мучеников. В официальном некрологе говорилось о том, что их были «сотни и сотни».

### Памятники
- Болонья — 28 октября 1932 года в Чертоза-ди-Болонья открыт мемориал с 53 телами, спроектированный архитектором Джулио Улиссе Аратом[итал.] со статуями скульптора Эрколе Дреи[итал.][12];
- Флоренция — в 1934 году на Фамедиус Санта-Кроче[итал.] построена усыпальница, расширенная в 1938 году для размещения павших «за Империю и за Испанию». В 1939 году её посетили Гитлер и Муссолини;
- Милан — на Монументальном кладбище в 1925 году построена усыпальница, до сих пор являющаяся местом сбора неофашистов[13];
- Новара — в 1934 в Парко делле Римембранце открыта усыпальница новарских фашистов[14];
- Нови-Лигуре — построен фонтан по проекту архитектора Г. Серра;
- Павия — мемориал внутри монастыря Санта-Мария-делле-Качче[итал.][15];
- Рим:
  - На кладбище Верано, столь желательном для руководства Национальной фашистской партии, построена часовня с двенадцатью телами жителей Рима, павших за фашистское дело в период с 1920 по 1922 год[16];
  - В Палаццо дель Литторио (штаб-квартире НФП) 28 октября 1932 года открыта часовня, мрамор для которой был доставлен с Юлийских Альп[17][5];
  - Алтарь на площади Пьяцца дель Кампидольо[итал.], открытый 28 октября 1926[18];
- Сиена — в 1938 открыта усыпальница внутри базилики Сан-Доменико на десять тел[19];
- Турин — 28 октября 1934 года на площади Пьяцца Кастелло[итал.] освящён колокол павших фашистов, помещённый в башню Литтория[итал.][20].

### Топонимы
- Гаэта — площадь Фашистских мучеников (с 1945 года площадь Джованни Кабото);
- Генуя — улица Фашистских мучеников (3 июля 1945 переименована в честь павшего партизана Паоло Рети)[21];
- Рим — проспект Фашистских мучеников и площадь Фашистских мучеников в районе Пинчано[итал.] (в 1945 году переименованы в проспект Бруно Буоцци и площадь Дона Минцони соответственно)[22].